# Thomas Tenison
Thomas Tenison (Cottenham, 29 settembre 1636 – Londra, 14 dicembre 1715) è stato un arcivescovo anglicano britannico.
Fu vescovo di Lincoln dal 1691 e arcivescovo di Canterbury dal 1695 al 1715